# Прапор Монастирищенського району
Пра́пор Монастири́щенського райо́ну — офіційний символ Монастирищенського району Черкаської області, затверджений 17 серпня 2001 року рішенням сесії Монастирищенської районної ради.

## Опис
Прапор являє собою синє прямокутне полотнище зі співвідношенням сторін 2:3, у центрі якого зображено герб району.